# 螺［5.5］十一烷
螺[5.5]十一烷是一种螺环化合物，化学式为C11H20。它可作为源于双(环己基羰基)过氧化物和4-戊烯酸叔丁酯反应产生的环己基自由基副产物产生。

## 制备
四氢糖醇在吡啶中和三溴化磷反应，得到四氢呋喃甲基溴；4-戊烯-1-醇的格氏试剂在吡啶中和三溴化磷反应，得到5-溴-1-戊烯。回流混合物，在磷酸中于135-140°C加热，用石油醚和水处理，得到中间体螺[5.5]十一烯。190°C下在铂碳催化剂下加氢，洗涤后在金属钠存在下蒸馏，得到产物螺[5.5]十一烷。

## 拓展阅读
1. Novikova, N. B.; Sokolova, I. M.; Soboleva, L. I.; Golovkina, L. S.; Petrov, A. A. Mass-spectrometric study of monomethyl-substituted spiro[4.4]nonanes, spiro[4.5]decanes, and spiro[5.5]undecanes（俄文）（单甲基取代的螺[4.4]壬烷、螺[4.5]癸烷和螺[5.5]十一烷的质谱研究）. Neftekhimiya, 1986. 26 (4): 499-503.
2. B·罗洛夫, F·泰尔, K·林茨,等. 螺(5.5)十一烷衍生物: CN, CN 102083790 A[P]. 2011.